# St. Katharina (Brodnica)

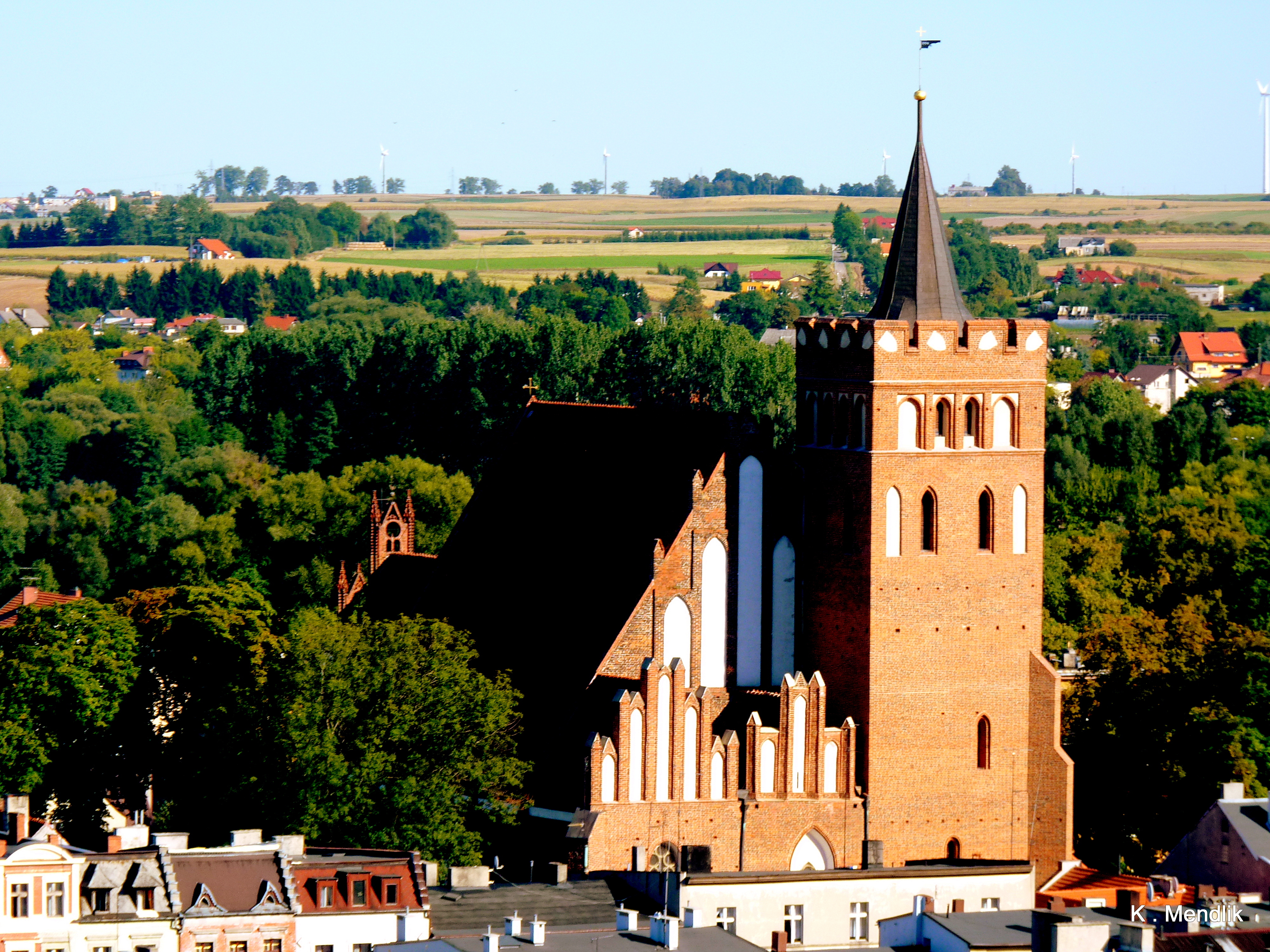
St. Katharina, Strasburg

Die Kirche St. Katharina (polnisch Kościół św. Katarzyny) in Brodnica (Strasburg) ist ein bemerkenswerter Bau aus der Zeit des Deutschordensstaates und dient als Strasburger Pfarrkirche.

## Geschichte
Erster Beleg für die Kirche ist eine abschriftlich erhaltene Urkunde des Hochmeisters Ludolf König  vom Jahre 1343, nach welcher der ehemalige Pfarrer von Strasburg, Nikolaus von Sandomir, den Grundstein der Kirche legte. Der Kirchenbau wird daher zwischen 1310 und 1320 datiert.
Der Bau begann offenbar, wie meist im Ordensland, mit dem Chor. Nach ursprünglichem Plan sollte hier in Strasburg wie in Kulm und Kulmsee auf der Westseite eine zweigeschossige Turmhalle mit zweitürmigem Aufbau erbaut werden. Jedoch wurde dieser Plan abgeändert und nur der zinnengeschmückte Südwestturm ausgeführt. Die Planänderung steht möglicherweise in Zusammenhang mit dem Bau der Kapelle unter dem Südturm und der 1343 erfolgten Stiftung eines wundertätigen Kreuzes durch den ehemaligen Pfarrer Nikolaus.

## Bauwerk
Die Kirche St. Katharina ist heute eine der architektonisch bemerkenswertesten städtischen Pfarrkirchen im Kulmer Land und verfügt in vielerlei Hinsicht über zahlreiche ungewöhnliche Lösungen, so die mit monumentaler Erhabenheit geplante, aber nur teilweise fertiggestellte Westfassade, den durchbrochenen Giebel des Chors und die Kapelle im Turm mit vorspringendem Polygon. Nach den vorhandenen Bogenansätzen und dem Mauerabsatz im Nordabschnitt der Westfront ist davon auszugehen, dass die untere Turmhalle bereits angelegt und bis in diese Höhe aufgeführt war, als der Bauplan geändert wurde. Die Kirche war die erste im Kulmer Land, in der in großem Umfang Sterngewölbe errichtet wurden.
Die Kirche besteht aus einem dreischiffigen und vierjochigen Langhaus und einem einschiffigen dreijochigen Chor in der Achse des Mittelschiffes. Auf der Westseite wurde in der Verlängerung des Seitenschiffs ein massiver viereckiger Turm mit den Maßen 8,5 × 8,9 m errichtet. Zugänglich ist die Kirche durch das Hauptportal in der Westfront und durch die Eingänge auf den beiden Langseiten des Schiffes.
Die Mauern sind aus teils glasierten Ziegeln erbaut, die rautenförmige Muster und mit den Buchstaben „W“ und „V“ bilden. Der Backsteinverband ist überwiegend gotisch, nur die beiden ältesten Joche des Chors weisen einen wendischen Verband auf. Der Chor öffnet sich gegen das Mittelschiff mit einem spitzbogigen Triumphbogen. Das Langhaus wird durch drei Paare achteckiger Pfeiler in drei Schiffe geteilt. Die Sterngewölbe des Mittelschiffes schließen sich in ihrer Form und Ausführung und in der Ausschmückung der Schildbogen, Rippen und Gewölbe genau an das Gewölbe des Chors an. Die Kreuzgewölbe der Seitenschiffe sind spitzbogig mit rundbogigen Kreuzgraten und setzen auf Konsolen auf, die stark verputzt und mit einfachem Maßwerk verziert sind. Der Ostgiebel des Langhauses ist mit wenigen spitzbogigen Blenden schlicht gestaltet.
Hauptschmuck des ganzen Gebäudes ist der filigrane, verspielte Chorgiebel nach Osten. Dessen Bauzeit war möglicherweise schon um 1320, war aber seiner Zeit so weit voraus, dass manche ihn sogar für ein Werk Hinrich Brunsbergs hielten. Der Giebel ist durch sechseckige Bündelpfeiler in fünf Felder geteilt, die mit geputzten Blenden gefüllt und mit spitzen Wimpergen gekrönt sind. Der Giebel erinnert an den älteren Ostgiebel der Jakobskirche in Thorn.

## Ausstattung
Bemerkenswert ist eine Skulpturengruppe von zehn Aposteln aus der zweiten Hälfte des 14. Jahrhunderts im Kirchenschiff und im Altarraum sowie die Kreuzigungsgruppe aus dem 16. Jahrhundert.
Im Jahr 2004 wurde bei Restaurierungsarbeiten eine riesige Wandmalerei aus dem 14. oder 15. Jahrhundert hinter dem Altar entdeckt.